# Въстание на Драгота
Въстанието на Драгота е опит от 1255 година на българското население в Мелник и Мелнишко да отхвърлят властта на Никейската империя.
В 1255 година началникът на мелнишкия гарнизон Драгота, бивш български управител на Сяр, за когото историкът Георги Акрополит пише, че тъй като е българин по произход, винаги е мразил ромеите, замисля да вдигне въстание против новоустановената никейска власт в Мелнишко. Въстанието избухва през лятото на 1255 година, докато император Теодор II Ласкарис се опитва да презвеме родопската крепост Цепина. Драгота събира войници в Мелник, както и хора от околността и обсажда Мелнишката крепост. Никейският гарнизон в крепостта обаче имал достатъчно запаси и успява да отбие всички опити на Драгота да превземе крепостта. Междувременно Теодор II Ласкарис потегля на поход за потушаване на въстанието и след две седмици пристига в Сяр. Драгота укрепява здраво Рупелския пролом и издига дема, отбранявана от голяма войска - конница и пехота. Според Васил Златарски големите войскови сили, които разполага Драгота показват, че той е действал с подкрепа на българския цар Михаил II Асен, като значителна част от войските са били български, а и „несъмнено самото възстание е било устроено отъ българското правителство, за да отвлѣче вниманието на никейскитѣ пълководци и да обезпечи тила на царя“. Според Иван Божилов обаче въстаниците не получават никаква подкрепа от Търново, което е и причината за неуспеха на въстанието.
Никейците, след като разбират, че не ще могат да форсират укрепленията на пролома, решават да направят обход. Теодор II Ласкарис заповядва пехотата да обиколи през околните гъсти гори и големи върхове над прохода, вероятно през източна Беласица. След успешния обход никейската пехота започва да обсипва със стрели и камъни защитниците на прохода, а конницата ги атакува фронтално. Българите са обърнати в бягство, като никейците избиват много български войници. Избягалите защитници на пролома всяват страх в българския лагер, който също се разпръсва. Драгота е тежко ранен и след три дена умира. В същата нощ император Теодор влиза в Мелник, който се предава без бой. Имотите на бунтовниците са конфискувани, жените и децата им са отведени в плен. Мелник остава за около 100 години във византийски ръце.